# Cyclopinoides dilatata
Cyclopinoides dilatata – gatunek widłonoga z rodziny Smirnovipinidae. Opisał go w 1921 roku norweski hydrobiolog Georg Ossian Sars, nadając mu nazwę Cyclopina dilatata.